# 極道好聲音
《極道好聲音》（日语：味園ユニバース），是一部於2015年上映的日本電影。由山下敦弘執導，男主角為首次單獨電影主演的澀谷昴。
在第44回鹿特丹影展的Spectrum部門正式展出作品。

## 故事及背景
電影以大阪千日前區內一幢餐飲娛樂綜合大樓味園大廈內真實存在的樂隊表演場地「味園宇宙」作為舞台。男主角大森是原本個小混混，剛出獄便被人打至失去記憶，後來被駐在味園的樂隊「赤犬」的經理人收留，及後因樂隊主唱意外受傷，男主角被推上舞台頂替，兩人的生活亦因而起了變化。「赤犬」是由一班由大阪學生組成真實存在的樂隊。
1. ↑  . 大公報. 2016-01-21  [2022-10-15].